# Communauté de communes de la vallée de la Suize
La communauté de communes de la Vallée de la Suize est une ancienne communauté de communes française, située dans le département de la Haute-Marne et la région Champagne-Ardenne.
La préfecture de la Haute-Marne a proposé sa fusion avec la communauté de communes des Trois Forêts.

## Historique
Elle est dissoute le 1er janvier 2013.
- Faverolles, Marac, Ormancey ont rejoint la Communauté de communes du Grand Langres.
- Leffonds et Villiers-sur-Suize ont rejoint la Communauté de communes des trois forêts.

## Composition
Elle regroupait 5 communes du département de la Haute-Marne :
| Commune            | Population |
| ------------------ | ---------- |
| Faverolles         | 119        |
| Leffonds           | 285        |
| Marac              | 193        |
| Ormancey           | 78         |
| Villiers-sur-Suize | 242        |